# Sicarius rupestris
Espèce
Synonymes
- Thomisoides rupestris Holmberg, 1881
- Sicarius patagonicus Simon, 1919
- Thomisoides irregularis Mello-Leitão, 1940

Sicarius rupestris est une espèce d'araignées aranéomorphes de la famille des Sicariidae.

## Distribution
Cette espèce est endémique d'Argentine.

## Description
La femelle holotype mesure 15 mm.

## Publication originale
- Holmberg, 1881 : Arácnidos. Informe oficial de la Comisión científica agregada al Estado Mayor general de la expedicion al Rio Negro (Patagonia) realizada en los meses de Abril, Mayo y Junio de 1879, bajo las órdenes del general d. Julio A. Roca. Entrega I. Buenos Aires, Zoología, p. 117-168 (texte intégral).